# (17225) Alanschorn
(17225) Alanschorn est un astéroïde de la ceinture principale.

## Description
(17225) Alanschorn est un astéroïde de la ceinture principale. Il fut découvert le 2 février 2000 à Socorro (Nouveau-Mexique) par le projet LINEAR. Il présente une orbite caractérisée par un demi-grand axe de 2,34 UA, une excentricité de 0,12 et une inclinaison de 5,9° par rapport à l'écliptique.

## Compléments